# Kent Jones (rappeur)
Pour les articles homonymes, voir Jones.
Kent Jones, né le 14 avril 1993 à Tallahassee en Floride, est un rappeur et chanteur américain originaire de Miami. Il se fait mondialement connaître en 2016 avec le titre Don't Mind se classant à la 9e place au Billboard Hot 100.

## Biographie
Kent Jones a commencé à travailler avec les producteurs de musique Cool and Dre et signe un contrat au label Epidemic Records. Cool & Dre présentent Jones à DJ Khaled qui décide de le signer sur son label We the Best Music affilié à Epic Records. Jones sort sa première mixtape intitulée Tours en juillet 2015 qui contient le titre Don't Mind qui deviendra son premier single à succès en 2016.

## Discographie

### Mixtape
- 2015 : Tours